# Hans Ernst Schneider
Pour les articles homonymes, voir Schneider.
Hans Ernst Schneider, né le 15 décembre 1909 à Königsberg et mort le 18 décembre 1999 à Marquartstein dans le Chiemgau, est un ancien Hauptsturmführer SS devenu, sous le nom d'emprunt de Hans Schwerte, un universitaire, critique littéraire et même recteur de l'université d'Aix-la-Chapelle, avant que sa réelle identité ne soit reconnue.

## Biographie

### De l'officier SS Schneider (1909–1945)...
Hans-Ernst Schneider est le fils d'un agent d'assurances de Kœnigsberg. Il étudie la littérature et l'histoire de l'art à Kœnigsberg, Berlin et enfin Vienne. Il adhère aux Jeunesses étudiantes nazies en 1932, et entre dans les SA l'année suivante. Schneider soutient en 1935 sa thèse sur « les premières traductions de Tourgueniev » préparée à Königsberg avec Josef Nadler. Il est interrogé sur la littérature par Paul Hankamer, sur l'histoire de l'art par Wilhelm Worringer et la philosophie par Hans Heyse. Il devient ensuite responsable d'un département de la Fédération nationale-socialiste pour l'éducation physique, puis au mois d'avril 1937, quitte la SA pour s'engager dans les SS; quelques jours plus tard, il devient membre du parti nazi (carte n°4 923 958).
Ses diplômes et son dévouement au parti le portent au grade d'Hauptsturmführer (équivalent à celui de capitaine) et il devient chef du service (Abteilungsleiter) Ahnenerbe à l’État-major du Reichsführer SS Heinrich Himmler.
De 1940 à 1942, il est affecté à la propagande völkisch dans les Pays-Bas occupés, avec charge de nouer des contacts et de réquisitionner les laboratoires pour participer aux expériences physiologiques à Dachau. Toutefois, sa participation personnelle à ce genre de crime n'a pu être établie formellement. Schneider participe aussi aux travaux des instituts scientifiques allemands de Bruxelles et de Copenhague. À partir de 1942, il devient directeur de l'Initiative Scientifique Germanique (Germanischen Wissenschaftseinsatzes), vouée à la recherche des preuves de l'unité ethnique dans les territoires occupés.
Schneider prend part aux Rencontres poétiques de Weimar organisées en 1941 et 1942 par le Ministère de la Propagande ; il s'y lie d’amitié avec l'écrivain néerlandais Jan Eekhout.

### ...au Pr. Schwerte (1945–1999)
Sa femme l'ayant retrouvé en 1946, elle le déclare disparu, disant qu'il est mort pendant les derniers jours de la bataille de Berlin. Un an plus tard, elle se remarie avec lui sous le nom de Hans Schwerte, nom d'un parent éloigné de son défunt mari.
Hans Schwerte déclare qu'il est né le 3 octobre 1910 à Hildesheim, qu'il a étudié à Kœnigsberg, Berlin et Vienne. Il reprend néanmoins des études à Hambourg et Erlangen, passe derechef une thèse en 1948, cette fois consacrée à la perception du temps chez Rilke. Recruté comme maître-assistant à Erlangen, il y publie ses premiers articles. À partir de 1954, Schwerte et ses ex-collègues du Sicherheitsdienst prennent la direction de la collection Gestalter unserer Zeit aux éditions Verlag Gerhard Stalling d'Oldenbourg. Ils parviennent même à s'associer la collaboration d'un juif déporté de 1933, le chirurgien Rudolf Nissen, pour rédiger un chapitre sur Ferdinand Sauerbruch. Le premier volume est préfacé par Arnold Bergstraesser, déporté en 1937. Hans Rößner, autre auteur des éditions Stalling et futur relecteur chez Piper-Verlag, qui a couvert la fuite d'Hannah Arendt, a été Obersturmbannführer SS.
En 1958 Schwerte soutient sa thèse d'habilitation en littérature moderne, intitulée Faust et le Faustien – Un chapitre de l'idéologie allemande, et publiée en 1962 aux éditions Klett Verlag. Nommé professeur surnuméraire en 1964 puis responsable du Département d'art dramatique du deutsche Seminar d'Erlangen, il est nommé professeur de littérature contemporaine l'année suivante à l'université technique de Rhénanie-Westphalie d'Aix-la-Chapelle. Simultanément, il prend part aux Entretiens de Nuremberg, rencontres littéraires où plusieurs victimes du nazisme, telles Jean Améry, Fritz Stern ou Fritz Bauer sont régulièrement invitées,.
Schwerte a désormais l'image d'un social-démocrate, et siège avantageusement aux cérémonies annuelles du Prix international Charlemagne d'Aix-la-Chapelle. De 1970 à 1973 il est recteur de l'université d'Aix-la-Chapelle, puis de 1976 à 1981 commissaire pour le rapprochement des écoles de Rhénanie-du-Nord-Westphalie, des Pays-Bas et de Belgique. Pour certaines universités néerlandaises, il retrouve ainsi pratiquement les fonctions qui ont été les siennes entre 1940 et 1942.
En 1978, Schwerte est élevé au rang de professeur émérite et en 1983, reçoit l'Ordre du Mérite de 1re classe en reconnaissance de son action pour l'amélioration des relations avec les pays voisins.

### Fin de l'imposture et destitution (1992–1999)
Alors qu'il prépare une thèse sur le magazine littéraire de propagande SS Weltliteratur, un professeur de l'université technique de Rhénanie-Westphalie, Earl Jeffrey Richards, tombe en 1992 sur une série de photos représentant le directeur du journal, Hans E. Schneider, en qui il croit retrouver les traits de son ex-recteur, le Pr. Schwerte. Le signalement qu'il en fait à ses collègues, à sa direction et au Ministère régional de la Culture restent toutefois sans suite ; mais ces rumeurs sur le passé nazi d'un ex-recteur poussent en 1994 quelques étudiants à mener leurs propres recherches, et ils sont d'abord frappés par l'étonnant parallélisme entre les carrières du capitaine Schneider et du Pr. Schwerte. Puis ils reçoivent confirmation du bureau de l’État civil de Hildesheim qu'aucun « Hans Schwerte » n'est né là entre 1909 et 1911. Avant même que ces recherches n'aboutissent, une télé néerlandaise dévoile alors la véritable identité de Schwerte. Sous pression de la direction de l'université, Schwerte est contraint de se dénoncer à la fin avril 1995, avant qu'un déballage médiatique vienne éclabousser tout l'établissement.
Schwerte est déchu de ses titres et pensions. Comme il a fait de fausses déclarations pour s'inscrire à l'habilitation, il est décidé que ses traitements de fonctionnaire ont été irrégulièrement perçus – Schwerte/Schneider est désormais sans ressource. Il doit également rendre sa croix du mérite en 1995, mais les sanctions universitaires s'arrêtent là, car les thèses de doctorat d'avant-guerre sont, elles, inattaquables : pour la première fois depuis des décennies, Schneider peut désormais s'en prévaloir.
Par suite de plaintes déposées contre Schneider pour avoir participé, en tant que fonctionnaire nazi, à l'organisation d’expériences médicales sur cobayes humains à Dachau, le procureur fédéral lance en 1995 un procès pour complicité d'assassinat. « Possible qu'il y ait eu quelque chose de ça », murmura l'accusé au procès, non sans rappeler qu'il était contraint d'obéir aux ordres : « C'était un devoir. Je l'ai bien vu. » L'affaire est classée sans suite faute de preuves.
Âgé de 86 ans, Schwerte tire de ses cinquante ans de mensonge le bilan suivant : « Je m'étais pourtant bien dénazifié moi-même... »
Schneider meurt le 18 décembre 1999 dans une maison de retraite bavaroise.